# رشک زهدان

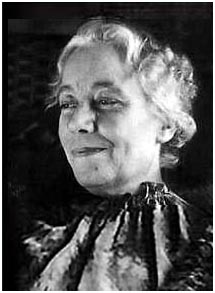
کارن هورنای، بنیان‌گذار روان‌شناسی فمینیستی

رشک زهدان (به انگلیسی: womb envy) یک نظریه روانکاوی است مبنی بر رشک مردان بر زنان به دلیل عملکرد بیولوژیک زنان (بارداری، زایمان و شیردهی). روان‌شناس آلمانی/آمریکایی کارن هورنای، بنیان‌گذار روان‌شناسی فمینیستی، این نظریه را به‌عنوان یکی از ویژگی‌های ذاتی مردان پیشنهاد کرد. او این نظریه را در مقابل نظریه رشک قضیب زیگموند فروید مطرح کرد.

## نظریه
رشک زهدان نشانگر حسادت مردان به نقش زنان در پرورش و زندگی است. کارن هورنای پیشنهاد کرد که احساس رشک زهدان در مردان قدرتمندتر از احساس رشک قضیب در زنان است، زیرا مردان نیاز بیشتری به کوچک‌انگاری زنان دارند تا زنان نسبت به مردان.